# Pareh Sar
Pareh Sar (پره سر en persan), également appelée Bāzār Pareh Sar, est une ville située dans la province de Guilan, capitale du district de Pareh Sar dans le comté de Rezvanshahr, en Iran. 

## Population
Lors du recensement de 2006, elle avait une population de 7 875 habitants répartis en 2 027 familles.

## Crédit d’auteurs
- (en) Cet article est partiellement ou en totalité issu de l’article de Wikipédia en anglais intitulé « Pareh Sar » (voir la liste des auteurs).